# Коркін Олександр Гаврилович
Олександр Гаврилович Коркін (8 квітня 1927, село Неплюєвка, тепер Карталинського району Челябінської області, Російська Федерація — 15 серпня 2011, місто Москва) — радянський державний діяч, 1-й заступник міністра вугільної промисловості СРСР, секретар, 2-й секретар ЦК КП Казахстану, 1-й секретар Карагандинського обласного комітету КП Казахстану. Кандидат у члени ЦК КПРС у 1981—1990 роках. Депутат Верховної Ради Казахської РСР 8—9-го скликань. Депутат Верховної Ради СРСР 10—11-го скликань. 

## Життєпис
У 1949 році закінчив Магнітогорський гірничо-металургійний інститут Челябінської області, інженер-будівельник.
Член ВКП(б) з 1949 року.
У 1949—1951 роках — виконроб, в.о. начальника дільниці управління будівництва Карагандинської ГРЕС Казахської РСР.
У 1951 році — завідувач відділу Теміртауського міського комітету КП Казахстану Карагандинської області.
У 1951—1953 роках — секретар партійної організації управління будівництва Карагандинської ГРЕС.
У 1953—1955 роках — секретар партійної організації тресту «Казметалургбуд» Казахської РСР.
У 1955—1956 роках — інструктор відділу ЦК КП Казахстану.
У 1956 році — начальник будівельного управління «ТЕЦбуд» тресту «Казметалургбуд».
У 1956—1959 роках — секретар партійного комітету тресту «Казметалургбуд».
У 1959 році — 1-й секретар Теміртауського міського комітету КП Казахстану Карагандинської області.
У 1959—1961 роках — секретар партійного комітету тресту «Казметалургбуд».
У 1961—1972 роках — керуючий будівельного тресту «Казметалургбуд» Казахської РСР.
У 1972—1975 роках — міністр будівництва підприємств важкої індустрії Казахської РСР.
25 квітня 1975 — 3 серпня 1976 року — секретар ЦК КП Казахстану.
3 серпня 1976 — 12 грудня 1979 року — 2-й секретар ЦК КП Казахстану.
6 серпня 1979 — 15 листопада 1986 року — 1-й секретар Карагандинського обласного комітету КП Казахстану.
У 1986—1991 роках — 1-й заступник міністра вугільної промисловості СРСР.
У 1991—2003 роках — президент Товариства з обмеженою відповідальністю «Мосбриг» у Москві.
З 2003 року — персональний пенсіонер в місті Москві.
Помер 15 серпня 2011 року. Похований на Троєкуровському цвинтарі Москви.

## Родина
Дружина — Коркіна Лідія Степанівна. Син — Олександр, дочка — Ірина.

## Нагороди
- два ордени Леніна
- орден Жовтневої Революції
- два ордени Трудового Червоного Прапора
- орден «Знак Пошани»
- орден Достик І ст. (Казахстан) (2010)
- орден «За трудову славу» (КНДР)
- медалі
- Заслужений будівельник Казахської РСР
- Почесний громадянин міста Теміртау (6.10.1970)